# Karl Kaminski

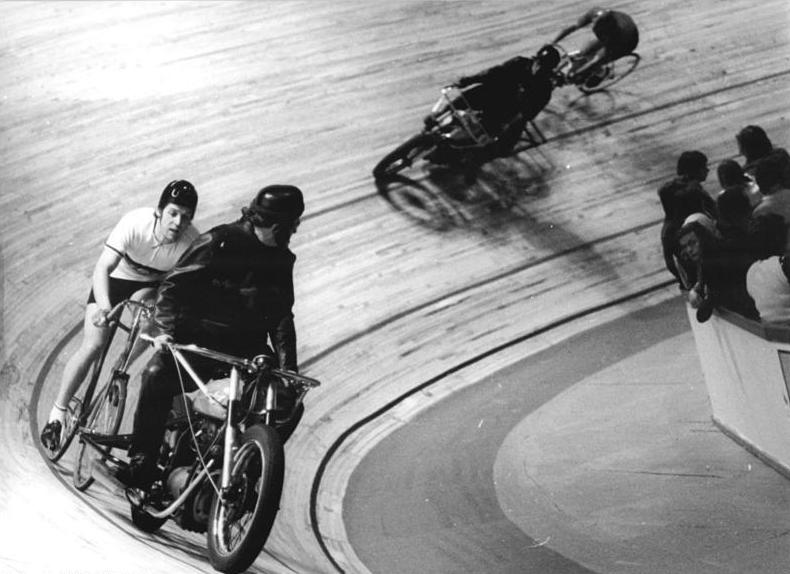
Karl Kaminski (v.) bei einem Steherrennen in der Berliner Werner-Seelenbinder-Halle (1974)

Karl Kaminski (* 10. April 1940 in Altmittweida; † 8. Oktober 1978 in Leipzig) war ein Bahnradsportler aus der DDR.

## Sportliche Laufbahn
Bis 1963 bestritt Kaminski vorrangig Straßenrennen. So nahm er 1962 (43. Platz) und 1963 (65. Platz) an der DDR-Rundfahrt teil, jeweils für den SC Karl-Marx-Stadt startend. Zweimal startete er für die Nationalmannschaft – bei der Polen-Rundfahrt und der Tunesien-Rundfahrt. Cottbus–Görlitz–Cottbus konnte er 1963 für sich entscheiden.
Von 1964 an war Karl Kaminski als Steher aktiv. Bis 1978 errang er sieben DDR-Meistertitel in dieser Disziplin und war damit Rekordhalter an Meistertiteln im Steherrennen in der DDR.  Er errang seine Meistertitel unter der Führung der Schrittmacher Heinz Stöber (Berlin), Erich Krüger (Halle) und Georg Sternberg (Berlin). Zwischen 1966 und 1978 dominierte er die Steherrennen in der DDR und führte mehrfach die jährliche Bestenliste an. So gewann er 1973 bei 17 Starts 13 Rennen und wurde viermal Zweiter. 1974 siegte er bei 18 Starts 15 Mal. Das Goldene Rad von Erfurt gewann er 1968. 1975 gewann er den Großen Preis der Stadt Leipzig im Steherrennen. Am 7. Oktober 1978 stürzte er auf der Alfred-Rosch-Kampfbahn in Leipzig nach einem Reifenschaden und starb am folgenden Tag im Krankenhaus. Er war der bisher letzte Steher, der auf einer deutschen Radrennbahn tödlich verunglückte.

## Berufliches
Karl Kaminski war von Beruf Berufsschullehrer in seiner Heimatstadt Mittweida.